# Gheorghe Grigoraș
Gheorghe Grigoraș este un general (cu 4 stele) român, care a îndeplinit funcția de locțiitor al șefului Statului Major General al Armatei Române.
Având doar gradul de colonel în zilele Revoluției, el a fost înaintat la gradul de general-maior (cu o stea) la 11 ianuarie 1990 . A fost avansat apoi ca general-locotenent (cu 2 stele) la 22 octombrie 1991 , prin același decret în care a fost înaintat în același grad și generalul Dumitru Cioflină.
Generalul de divizie (cu 2 stele) Gheorghe Grigoraș a fost trecut direct în retragere la data de 5 octombrie 1995, prin aplicarea art. 85 alin. 1 lit. a) și alin. 5 din Legea nr. 80/1995 privind statutul cadrelor militare .
Ulterior, Gheorghe Iordachi Grigoraș a fost înaintat la gradul de general-locotenent cu trei stele, în retragere la 1 decembrie 2004  și apoi la cel de general (cu 4 stele) în retragere, la 29 octombrie 2008 .